# Lou Oles
Louis „Lou“ Oles (* 29. Oktober 1923 in New Haven; † 19. August 1967 in Kanagawa, Japan) war ein amerikanischer Jazz- und Studiomusiker (Trompete).

## Leben und Wirken
Oles spielte um 1946/47 in der kurzlebigen ersten Buddy Rich Big Band, mit der auch Aufnahmen entstanden; außerdem arbeitete er in dieser Zeit bei Boyd Raeburn („March of the Boyds“), im folgenden Jahrzehnt auch im Billy Byers Orchestra, an dessen Aufnahmen mit Coleman Hawkins (The Hawk in Hi-Fi) er mitwirkte. Ferner war er an Aufnahmen von Ralph Burns, Bob Brookmeyer, Steve Allen und der Dixieland-Formation The Four Lads (Album With the Swingin’ Nine Minus Two (1961), u. a. mit Phil Bodner, Osie Johnson, Carmen Mastren, Lou McGarity, Moe Wechsler und Joe Sherman) beteiligt, im Bereich des Jazz zwischen 1944 und 1960 insgesamt an 29 Aufnahmesessions.
Als Sessionmusiker arbeitete Oles auch mit Sam Cooke, Mahalia Jackson, Tony Bennett, Bobby Short, Johnny Ray, Eartha Kitt und Rosemary Clooney; außerdem 1949/50 als Theatermusiker am Broadway (The Rat Race). 1965 gründete er in Los Angeles die Ohsawa Foundation der makrobiotischen Ernährungslehre.